# Heilig Hart van Jezuskerk (De Zilk)
De Heilig Hart van Jezuskerk is een rooms-katholieke kerk aan de Beeklaan 13 in het Nederlandse dorp De Zilk.
Oorspronkelijk hoorden de katholieke inwoners van de Zilk bij de parochie van Vogelenzang. De Heilig Hart van Jezuskerk werd in 1919-1920 gebouwd naar een ontwerp van Jos Margry. Het is een driebeukige neogotische kruiskerk. In 1922 werd de kerk vergroot en in 1928 werd de toren gebouwd.
De kerk werd in 1920 in gebruik genomen en gewijd aan het Heilig Hart van Jezus. Tegenwoordig wordt de kerk gebruikt door de Wilibrordusparochie, een fusieparochie waarin de parochies uit Hillegom, Lisse en De Zilk vanaf 1 januari 2010 zijn opgegaan. Het kerkgebouw heeft de status van gemeentelijk monument.